# Campionati mondiali di ginnastica ritmica sportiva 1981
I X Campionati mondiali di ginnastica ritmica sportiva si sono svolti a Monaco di Baviera, in Germania Ovest, dal 17 al 20 ottobre 1981.

## Risultati
| Evento                          | Oro                                  | Argento                                                   | Bronzo                               |
| Individuale (cerchio)           | Lilija Ignatova Bulgaria 19,600      | Iliana Raeva Bulgaria / Anelija Ralenkova Bulgaria 19,550 | --                                   |
| Individuale (clavette)          | Anelija Ralenkova Bulgaria 19,700    | Lilija Ignatova Bulgaria 19,650                           | Irina Devina Unione Sovietica 19,550 |
| Individuale (fune)              | Lilija Ignatova Bulgaria 19,700      | Anelija Ralenkova Bulgaria 19,600                         | Iliana Raeva Bulgaria 19,550         |
| Individuale (nastro)            | Irina Devina Unione Sovietica 19,700 | Iliana Raeva Bulgaria 19,600                              | Anelija Ralenkova Bulgaria 19,550    |
| Individuale (concorso completo) | Anelija Ralenkova Bulgaria 39,150    | Lilija Ignatova Bulgaria / Iliana Raeva Bulgaria 39,050   | --                                   |
| Concorso a squadre              | Bulgaria 38,575                      | Unione Sovietica 38,350                                   | Cecoslovacchia 38,150                |

## Medagliere
| Pos. | Nazione          | Oro | Argento | Bronzo | Totale |
| 1    | Bulgaria         | 5   | 7       | 2      | 14     |
| 2    | Unione Sovietica | 1   | 1       | 1      | 3      |
| 3    | Cecoslovacchia   | 0   | 0       | 1      | 1      |